# Промышленный (Коми)
Промы́шленный — [посёлок городского типа]] в Республике Коми России. Входит в состав городского округа Воркута. Расстояние от посёлка Промышленного до Юр-Шора равняется — 4 км, до Воргашора — 6 км, до Воркуты по северному кольцу Воркутинской кольцевой автомобильной дороги — 23 км, по западному кольцу Воркутинской кольцевой автомобильной дороги — 25 км.

## Население
| 1959   | 1970    | 1989  | 2002  | 2009 | 2010 | 2012 |
| ------ | ------- | ----- | ----- | ---- | ---- | ---- |
| 20 405 | ↘13 012 | ↘8465 | ↘1170 | ↘446 | ↘0   | →0   |
| 2013   | 2014    | 2015  | 2016  | 2021 |      |      |
| →0     | →0      | →0    | →0    | →0   |      |      |

После взрыва зимой 1998 года на основном предприятии посёлка — шахте «Центральная» — прекращена работа, после чего он пришёл в упадок. В настоящее время посёлок является заброшенным, к 2006 году в нём насчитывалось несколько домов.

## История
Посёлок Промышленный был основан 30 ноября 1956 года. История этого посёлка тесно связана с историей двух шахт — «Промышленной» и «Центральной». Первой начали строить шахту «Центральная». Эта шахта была официально заложена в 1948 году. Строительство её шло довольно медленно. Приехавшая новая группа заключённых из города Львова, увидела только кладбище и шесть старых бараков. Здесь работали заключённые из Литовской ССР, Западной части Украинской ССР и из других регионов СССР. Они строили дома в посёлке Промышленном, здания шахты «Центральной», а потом и здания шахты «Промышленной». Шахта «Центральная» была открыта в 1954 году.
Одна из улиц посёлка носила имя А. Д. Туркина, выпускника Ухтинского горно-нефтяного техникума, секретаря комсомольской организации города Воркуты (1936 год). Самая первая и старейшая улица посёлка — Кабельная, именно с неё началась история посёлка Промышленный.